# Alessandro Tiarini

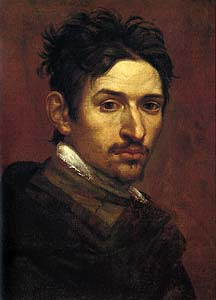
Selbstporträt

Alessandro Tiarini (* 20. März 1577 in Bologna; † 8. Februar 1668) war ein italienischer Maler.
Seine Mutter starb früh; er wuchs bei einer Tante auf, die erfolglos versuchte, ihn zu einer kirchlichen Laufbahn zu bewegen.
Die Malerin Lavinia Fontana war seine Patin. Zu seinen Lehrern gehörten Prospero Fontana und Bartolomeo Cesi. Nach einem tödlichen Streit floh Tiarini nach Florenz. Dort arbeitete er hauptsächlich für Domenico Passignano, aber auch für Bernardino Poccetti und Jacopo da Empoli.